# Луций Вирий Луп Юлиан
Луций Вирий Луп Юлиан (на латински: Lucius Virius Lupus Iulianus) e римски политик и сенатор през 3 век.

## Биография
Луп Юлиан е патриций. Син е на homo novus Вирий Луп, привърженик на император Септимий Север, и брат на Луций Вирий Агрикола (консул 230 г.).
Той е първо sevir equitum Romanorum (командир на римски конен ескадрон), triumvir capitalis (управител на затворите) и легат на провинция Ликия и Памфилия. Приет е в allectus inter quaestorios (в квесторското съсловие) и след това става претор. През 232 г. Луп Юлиан e консул заедно с Луций Марий Максим.